# Nậm Vì
Nậm Vì là một xã thuộc huyện Mường Nhé, tỉnh Điện Biên, Việt Nam.

## Địa lý
Xã Nậm Vì có vị trí địa lý:
- Phía đông giáp tỉnh Lai Châu
- Phía tây giáp xã Mường Nhé
- Phía nam giáp xã Mường Toong
- Phía bắc giáp xã Chung Chải.

Xã Nậm Vì có diện tích 61,85 km², dân số năm 2022 là 4.163 người, mật độ dân số đạt 67 người/km².

## Hành chính
Xã Nậm Vì được chia thành 7 bản.

## Lịch sử
Ngày 16 tháng 4 năm 2009, Chính phủ ban hành Nghị định số 17/NĐ-CP về việc thành lập xã Nậm Vì trên cơ sở điều chỉnh 6.237,19 ha diện tích tự nhiên và 1.951 nhân khẩu của xã Mường Nhé.
Ngày 2 tháng 12 năm 2011, UBND tỉnh Điện Biên ban hành Quyết định số 1212/QĐ-UBND về việc thành lập 3 bản: Huổi Chạ 1, Huổi Chạ 2, Huổi Cán trên cơ sở bản Huổi Chạ.